# Zenit-2 (rakieta)
Zenit-2 – dwuczłonowa rakieta nośna. Projektowana przez ZSRR, ale produkowana już przez Ukrainę.

## Historia
Rakieta miała stanowić modułową konstrukcję mającą zastąpić radzieckie rakiety nośne, których konstrukcje oparte były na rakietach balistycznych (rodziny Cyklon i R-7). Po rozpadzie ZSRR, Rosja zaniechała prac przy rakiecie, angażując się w projekt Angara (wariant pierwszego członu rakiety został użyty jako rakieta dodatkowa w anulowanym projekcie rakiety Energia). Platforma startowa dla rakiety Zenit-2 zdążyła powstać jedynie w Bajkonurze. Platforma w Plesiecku nie została ukończona i planuje się zaadaptować ją na potrzeby rakiet Angara.
Prace projektowe nad Zenitem rozpoczęły się w marcu 1976 roku. Głównym projektantem został W.F. Utkin z biura konstrukcyjnego KB Jużnoje. Za silniki miało być odpowiedzialne biuro konstrukcyjne NPO Energomasz, pod kierownictwem W.P. Radowskiego. W.G. Sergiejew z NPO Elektropribor odpowiadał za układ kierowania.
Budowę platformy startowej rozpoczęto w 1978. Próby pierwszego członu zaczęły się w 1982, po długim i wyboistym procesie opracowywania silnika tego członu. W grudniu 1983 ukończono budowę stanowiska startowego, ale rakieta nadal nie była gotowa z powodu problemów z pierwszym stopniem. Członkiem komisji państwowej przyglądającej się próbom był były kosmonauta, Gierman Titow. 13 kwietnia 1985 rozpoczęto wykonywać próbne starty (jedenaście w ciągu dwóch lat) z ładunkami eksperymentalnymi. W 1987 komisja zaakceptowała rakietę do użytku wojskowego. Uznano, że system automatycznego sterowania pracuje dobrze, a rakieta będzie mogła wynosić wywiadowcze satelity serii Celina-2. 
Rozpad Związku Radzieckiego przerwał jednak dalsze prace nad rakietą. Nie ukończono drugiego bajkonurskiego stanowiska startowego, stanowiska w Plesiecku (do startów na orbity polarne), ani nie skończono budowy trzeciego członu rakiety (trzystopniowa wersja Zenita, Zenit-3SL, powstała później, jako rakieta komercyjna).

### Zenit-2M
Wariant M rakiety posiada nowszy system kontroli lotu (Biser-3, zamiast Biser-2) oraz ulepszony silnik pierwszego członu (RD-171M). Oba systemy były wcześniej używane w rakiecie Zenit-3SL.

## Chronologia startów

### Zenit-2
- 16 marca 1976 – Komitet Centralny Partii Komunistycznej i Rada Ministrów ZSRR wydaje dekret O budowie uniwersalnego zespołu rakiety kosmicznej 11K77 "Zenit"

1. 13 kwietnia 1985, ? GMT; s/n ?; miejsce startu: Bajkonur, Kazachstan
Ładunek: model satelity Celina-2; Uwagi: start udany – suborbitalny lot testowy
2. 21 czerwca 1985, 08:29 GMT; s/n ?; miejsce startu: Bajkonur (LC45), Kazachstan
Ładunek: model satelity Celina-2; Uwagi: start udany – suborbitalny lot testowy, niektóre fragmenty rakiety osiągnęły orbitę
3. 22 października 1985, 07:00 GMT; s/n ?; miejsce startu: Bajkonur (LC45), Kazachstan
Ładunek: Kosmos 1697; Uwagi: start udany
4. 28 grudnia 1985, 09:16 GMT; s/n ?; miejsce startu: Bajkonur (LC45), Kazachstan
Ładunek: Kosmos 1714; Uwagi: start nieudany – satelita osiągnął nieużyteczną orbitę z powodu usterki w 2. członie rakiety
5. 30 lipca 1986, 08:30 GMT; s/n ?; miejsce startu: Bajkonur (LC45), Kazachstan
Ładunek: Kosmos 1767; Uwagi: start udany
6. 22 października 1986, 08:00 GMT; s/n ?; miejsce startu: Bajkonur (LC45), Kazachstan
Ładunek: Kosmos 1786, model satelity Oreł-2; Uwagi: start udany
7. 14 lutego 1987, 08:30 GMT; s/n ?; miejsce startu: Bajkonur (LC45), Kazachstan
Ładunek: Kosmos 1820; Uwagi: start udany
8. 18 marca 1987, 08:30 GMT; s/n ?; miejsce startu: Bajkonur (LC45), Kazachstan
Ładunek: Kosmos 1833; Uwagi: start udany
9. 13 maja 1987, 05:40 GMT; s/n ?; miejsce startu: Bajkonur (LC45), Kazachstan
Ładunek: Kosmos 1844; Uwagi: start udany
10. 1 sierpnia 1987, 03:59 GMT; s/n ?; miejsce startu: Bajkonur (LC45), Kazachstan
Ładunek: Kosmos 1871; Uwagi: start udany
11. 28 sierpnia 1987, 08:20 GMT; s/n ?; miejsce startu: Bajkonur (LC45), Kazachstan
Ładunek: Kosmos 1873; Uwagi: start udany
12. 15 maja 1988, 09:20 GMT; s/n ?; miejsce startu: Bajkonur (LC45), Kazachstan
Ładunek: Kosmos 1943; Uwagi: start udany
13. 23 listopada 1988, 14:50 GMT; s/n ?; miejsce startu: Bajkonur (LC45), Kazachstan
Ładunek: Kosmos 1980; Uwagi: start udany
14. 22 maja 1990, 14:50 GMT; s/n ?; miejsce startu: Bajkonur (LC45), Kazachstan
Ładunek: Kosmos 2082; Uwagi: start udany
15. 4 października 1990, 14:50 GMT; s/n ?; miejsce startu: Bajkonur (LC45), Kazachstan
Ładunek: Celina-2; Uwagi: start nieudany – silnik 1. członu eksplodował 3 sekundy po starcie. Zniszczona została druga platforma startowa wyrzutni LC-45.
16. 30 sierpnia 1991, 08:58 GMT; s/n ?; miejsce startu: Bajkonur (LC45), Kazachstan
Ładunek: Celina-2; Uwagi: start nieudany – eksplozja 2. członu z powodu przegrzania się silnika
17. 5 lutego 1992, ? GMT; s/n ?; miejsce startu: Bajkonur (LC45), Kazachstan
Ładunek: Celina-2; Uwagi: start nieudany – awaria 2. członu z powodu przegrzania się silnika
18. 17 listopada 1992, 07:47 GMT; s/n ?; miejsce startu: Bajkonur (LC45), Kazachstan
Ładunek: Kosmos 2219; Uwagi: start udany
19. 25 grudnia 1992, 05:56 GMT; s/n ?; miejsce startu: Bajkonur (LC45), Kazachstan
Ładunek: Kosmos 2227; Uwagi: start udany
20. 26 marca 1993, 02:21 GMT; s/n ?; miejsce startu: Bajkonur (LC45), Kazachstan
Ładunek: Kosmos 2237; Uwagi: start udany
21. 16 września 1993, 07:36 GMT; s/n ?; miejsce startu: Bajkonur (LC45), Kazachstan
Ładunek: Kosmos 2263; Uwagi: start udany
22. 23 kwietnia 1994, 08:01 GMT; s/n ?; miejsce startu: Bajkonur (LC45), Kazachstan
Ładunek: Kosmos 2278; Uwagi: start udany
23. 26 sierpnia 1994, 12:00 GMT; s/n ?; miejsce startu: Bajkonur (LC45), Kazachstan
Ładunek: Kosmos 2290; Uwagi: start udany
24. 4 listopada 1994, 05:47 GMT; s/n ?; miejsce startu: Bajkonur (LC45), Kazachstan
Ładunek: Resurs-O1 3; Uwagi: start udany
25. 24 listopada 1994, 09:15 GMT; s/n ?; miejsce startu: Bajkonur (LC45), Kazachstan
Ładunek: Kosmos 2297; Uwagi: start udany
26. 31 października 1995, 20:19 GMT; s/n ?; miejsce startu: Bajkonur (LC45), Kazachstan
Ładunek: Kosmos 2322; Uwagi: start udany
27. 4 września 1996, 09:01 GMT; s/n ?; miejsce startu: Bajkonur (LC45), Kazachstan
Ładunek: Kosmos 2333; Uwagi: start udany
28. 20 maja 1997, 07:07 GMT; s/n ?; miejsce startu: Bajkonur (LC45), Kazachstan
Ładunek: Celina-2; Uwagi: start nieudany – awaria 1. członu rakiety w 48. sekundzie lotu
29. 10 lipca 1998, 06:30 GMT; s/n ?; miejsce startu: Bajkonur (LC45), Kazachstan
Ładunek: Resurs-O1 4, Fasat-Bravo, TMSat 1, Gurwin Techsat 1B, WESTPAC, SAFIR-2; Uwagi: start udany
30. 28 lipca 1998, 06:30 GMT; s/n ?; miejsce startu: Bajkonur (LC45), Kazachstan
Ładunek: Kosmos 2360; Uwagi: start udany
31. 9 września 1998, 20:29 GMT; s/n ?; miejsce startu: Bajkonur (LC45), Kazachstan
Ładunek: Globalstar FM5, FM7, FM9, FM10, FM11, FM12, FM13, FM16, FM17, FM18, FM20, FM21; Uwagi: start nieudany – błąd oprogramowania spowodował zbyt wczesne wyłączenie się 2. członu
32. 17 lipca 1999, 06:38 GMT; s/n 17L; miejsce startu: Bajkonur (LC45), Kazachstan
Ładunek: Okean-O 1; Uwagi: start udany
33. 3 lutego 2000, 09:26 GMT; s/n 45025801; miejsce startu: Bajkonur (LC45), Kazachstan
Ładunek: Kosmos 2369; Uwagi: start udany
34. 25 września 2000, 10:10 GMT; s/n ?; miejsce startu: Bajkonur (LC45), Kazachstan
Ładunek: Kosmos 2372; Uwagi: start udany
35. 10 grudnia 2001, 17:18 GMT; s/n 19L; miejsce startu: Bajkonur (LC45), Kazachstan
Ładunek: Meteor-3M N1, Kompas, Badr B, Maroc-Tubsat, Reflektor; Uwagi: start udany
36. 10 czerwca 2004, 01:28 GMT; s/n ?; miejsce startu: Bajkonur (LC45), Kazachstan
Ładunek: Kosmos 2406; Uwagi: start udany

### Zenit-2M
1. 29 czerwca 2007, 10:00 GMT; s/n ?; miejsce startu: Bajkonur (LC45), Kazachstan
Ładunek: Kosmos 2406; Uwagi: start udany
2. 8 listopada 2011, 20:16 UTC ; miejsce startu: Bajkonur (LC45), Kazachstan
Ładunek: Fobos-Grunt i Yinghuo-1; Uwagi: Start częściowo udany – stopień Fregat nie wykonał komend zapłonu ucieczkowego. Obydwie sondy spłonęły 15 stycznia 2012 nad Nową Zelandią.